# لاري نيل
لاري نيل (بالإنجليزية: Larry Neal) هو صحفي أمريكي، ولد في 5 سبتمبر 1937 في أتلانتا في الولايات المتحدة، وتوفي في 6 يناير 1981 في هاميلتون في الولايات المتحدة بسبب نوبة قلبية.

## وصلات خارجية
- لاري نيل على موقع الموسوعة البريطانية (الإنجليزية)